# Liste des musées du Wiltshire
Cette liste des musées du Wiltshire, Angleterre contient des musées qui sont définis dans ce contexte comme des institutions (y compris des organismes sans but lucratif, des entités gouvernementales et des entreprises privées) qui recueillent et soignent des objets d'intérêt culturel, artistique, scientifique ou historique. leurs collections ou expositions connexes disponibles pour la consultation publique. Sont également inclus les galeries d'art à but non lucratif et les galeries d'art universitaires. Les musées virtuels ne sont pas inclus.

## Musées
| Nom                                          | Image | Ville/City               | District  | Type              | Résume |
| -------------------------------------------- | ----- | ------------------------ | --------- | ----------------- | --- |
| Aldbourne Heritage Centre                    |       | Aldbourne                | Wiltshire | Local             | Histoire locale, culture, collections de cloches |
| Alexander Keiller Museum at Avebury          |       | Avebury                  | Wiltshire | Archéologie       | Artefacts préhistoriques trouvés à Avebury, aussi l'histoire du site |
| Arundells                                    |       | Salisbury                | Wiltshire | Maison historique | website, maison du XVIIIe siècle de l'ancien premier ministre Sir Edward Heath, qui y a vécu à partir de 1985, présente son mobilier et ses collections personnelles                                                                |
| Athelstan Museum                             |       | Malmesbury               | Wiltshire | Local             | website, histoire locale, culture, collections de dentelle, pièces de monnaie, vélos et tricycles |
| Atwell-Wilson Motor Museum                   |       | Calne                    | Wiltshire | Transport         | website, voitures classiques et rares, camions, motos, cyclomoteurs, motos poussettes, souvenirs |
| Avebury Manor & Garden                       |       | Avebury                  | Wiltshire | Maison historique | Exploité par le National Trust, manoir du début du XVIe siècle et jardin du début du XXe siècle |
| Bedwyn Stone Museum                          |       | Great Bedwyn             | Wiltshire | Art               | information, décorations en pierre sculptée et pièces |
| Boscombe Down Aviation Collection            |       | Salisbury                | Wiltshire | Aéronautique      | website, également connu sous le nom Old Sarum Airfield Museum, aéronefs restaurés, des véhicules et des artefacts liés à la RAF Boscombe Down                                                                                      |
| Bowood House                                 |       | Derry Hill               | Wiltshire | Maison historique | maison de campagne de l’époque Georgienne country house avec des intérieurs de Robert Adam et un jardin conçu par Capability Brown                                                                                                  |
| Bradford on Avon Museum                      |       | Bradford on Avon         | Wiltshire | Local             | information, histoire locale, histoire naturelle, pharmacie victorienne recréée |
| Calne Heritage Centre                        |       | Calne                    | Wiltshire | Local             | website, histoire locale, art |
| Castle Combe Museum                          |       | Castle Combe             | Wiltshire | Local             | information, local history, culture |
| Chippenham Museum & Heritage Centre          |       | Chippenham               | Wiltshire | Local             | website, histoire locale, culture |
| Chiseldon Museum                             |       | Chiseldon                | Wiltshire | Local             | website, histoire locale |
| Corsham Almshouses & 17th Century Schoolroom |       | Corsham                  | Wiltshire | Maison historique | Les hospices du XVIIe siècle et l'école d'époque |
| Corsham Court                                |       | Corsham                  | Wiltshire | Maison historique | Maison de campagne du XVIe siècle connue pour sa collection d'art, paysage conçu par Capability Brown |
| Corsham Information and Heritage Centre      |       | Corsham                  | Wiltshire | Local             | website, histoire locale et centre d'information |
| Cricklade Museum                             |       | Cricklade                | Wiltshire | Local             | website, histoire locale, culture |
| Crofton Pumping Station                      |       | Great Bedwyn             | Wiltshire | Technologie       | Station de pompage à vapeur au début du XIXe siècle avec des moteurs en fonctionnement |
| Edward Young Collection                      |       | Salisbury                | Wiltshire | Art               | information, situé à la bibliothèque de Salisbury, des expositions d'images du XIXe siècle de Salisbury par l'artiste Edward Young                                                                                                  |
| Great Chalfield Manor                        |       | Great Chalfield, Atworth | Wiltshire | Maison historique | Exploité par le National Trust, manoir entouré de douves du XVe siècle, jardins |
| John Creasey Collection of Contemporary Art  |       | Salisbury                | Wiltshire | Art               | information, information, information, situé à la bibliothèque de Salisbury, expositions de la collection d'œuvres d'artistes et d'étudiants contemporains britanniques, aussi des collections littéraires de l'auteur John Creasey |
| Kennet & Avon Canal Museum                   |       | Devizes                  | Wiltshire | Transport         | Histoire et patrimoine du Canal Kennet et Avon |
| Lacock Abbey, Fox Talbot Museum & Village    |       | Lacock                   | Wiltshire | Multiple          | exploité par le National Trust, maison de campagne médiévale et ancienne abbaye, village rural pittoresque, musée du pionnier de la photographie William Henry Fox Talbot et expositions photographiques                            |
| Lackham Museum of Agriculture and Rural Life |       | Lacock                   | Wiltshire | Agriculture       | website, basée à Wiltshire College Lackham, expositions sur l'agriculture, les métiers ruraux et la vie rurale |
| Little Clarendon                             |       | Dinton                   | Wiltshire | Maison historique | website, exploité par le National Trust, maison en pierre et chapelle de la fin du XVe siècle |
| Longleat                                     |       | Horningsham              | Wiltshire | Maison historique | Maison de campagne élisabéthaine, labyrinthe, parc paysager et parc safari |
| Lydiard House                                |       | Swindon                  | Swindon   | Maison historique | Maison seigneuriale palladienne avec chambres d'état restaurées, appartements au rez-de-chaussée, expositions changeantes d'art local, culture                                                                                      |
| Market Lavington Village Museum              |       | Market Lavington         | Wiltshire | Local             | website, histoire locale, culture, métiers ruraux, agriculture, vie domestique |
| Merchant's House, Marlborough                |       | Marlborough              | Wiltshire | Maison historique | website, maison de marchand du XVIIe siècle |
| Mere Museum                                  |       | Mere                     | Wiltshire | Local             | website, histoire locale |
| Museum of Computing                          |       | Swindon                  | Swindon   | Science           | Histoire de l'informatique et du développement numérique, y compris Internet et les jeux vidéo |
| Mompesson House                              |       | Salisbury                | Wiltshire | Maison historique | Exploité par le National Trust, maison du XVIIIe siècle avec mobilier d'époque, collection de verres, jardin clos |
| Oxfam Art Gallery                            |       | Salisbury                | Wiltshire | Art               | website, Exploité par Oxfam |
| Pewsey Heritage Centre                       |       | Pewsey                   | Wiltshire | Local             | website, histoire locale, histoire sociale, agriculture, industrie, Canal Kennet et Avon, chemin de fer |
| Philipps House                               |       | Dinton                   | Wiltshire | Maison historique | Exploité par le National Trust, maison de campagne néo-grecque du début du XIXe siècle avec collection de mobilier et d'ameublement Regency, parc                                                                                   |
| The Pound                                    |       | Corsham                  | Wiltshire | Art               | website, centre des arts du spectacle avec galerie d'exposition |
| Purton Museum                                |       | Purton                   | Wiltshire | Local             | website, histoire locale, vie domestique, agriculture |
| Richard Jefferies Museum                     |       | Coate                    | Wiltshire | Maison historique | website, lieu de naissance et musée de l'écrivain et naturaliste Richard Jefferies |
| The Rifles (Berkshire and Wiltshire) Museum  |       | Salisbury                | Wiltshire | Militaire         | website, artefacts régimentaires et histoire du Royal Gloucestershire, Berkshire and Wiltshire Regiment, qui fait maintenant partie des The Rifles; également connu comme The Wardrobe Military Museum                              |
| Salisbury and South Wiltshire Museum         |       | Salisbury                | Wiltshire | Multiple          | Archéologie, Stonehenge et préhistoire, arts décoratifs, histoire romaine, saxonne et médiévale, histoire sociale, costumes, anthropologie. Collections nationales importantes reconnues par le Designation Scheme.                 |
| Salisbury Arts Centre                        |       | Salisbury                | Wiltshire | Art               | website, centre d'interprétation et d'arts visuels |
| Science Museum at Wroughton                  |       | Wroughton                | Swindon   | Science           | Comprend de grands objets du Sciences Museum, ouverts uniquement par des visites pré-réservées en été |
| STEAM – Museum of the Great Western Railway  |       | Swindon                  | Swindon   | Rail              | Locomotives historiques, matériel roulant, souvenirs, aires de travail reconstruites, histoire de la Great Western Railway |
| Stourhead                                    |       | Stourton                 | Wiltshire | Maison historique | Exploité par le National Trust,manoir palladien comprenant une bibliothèque Regency avec des collections de meubles et de peintures de Chippendale, des jardins paysagers du XVIIIe siècle sur un domaine de 2 650 acres (11 km2)   |
| Swindon and Cricklade Railway                |       | Blunsdon                 | Swindon   | Rail              | Chemin de fer du patrimoine avec des expositions de musée ouvertes sur des événements spéciaux à la gare de Blunsdon |
| Swindon Art Gallery                          |       | Swindon                  | Swindon   | Art               | Comprend une collection d'art britannique du XXe siècle |
| Swindon Museum                               |       | Swindon                  | Swindon   | Multiple          | Histoire locale, archéologie et géologie |
| Trowbridge Museum                            |       | Trowbridge               | Wiltshire | Textile           | Équipements et expositions sur l'industrie textile locale |
| Warminster Museum                            |       | Warminster               | Wiltshire | Local             | website, histoire locale, géologie, également connu sous le nom de Warminster Dewey Museum, exploité par la Warminster Historical Society et situé dans la Warminster Library                                                       |
| The Well House Collection                    |       | Melksham                 | Wiltshire | Local             | objets, expositions, grande collection de photographies interactives célébrant l'histoire de Melksham, logé dans un manoir édouardien.                                                                                              |
| Westbury Visitor Centre                      |       | Westbury                 | Wiltshire | Local             | website, expositions d'histoire locale et centre d'accueil |
| Westwood Manor                               |       | Westwood                 | Wiltshire | Maison historique | Exploité par le National Trust, manoir du XVe siècle construit sur trois siècles, mobilier d'époque, tapisseries postérieures, jardin d'art topiaire moderne                                                                        |
| Wilton Carpet Factory Museum                 |       | Wilton                   | Wiltshire | Industrie         | information, information, photos, situé au même endroit que le Wilton Town Museum, l'histoire et les visites de la Wilton Carpet Factory                                                                                            |
| Wilton House                                 |       | Wilton                   | Wiltshire | Maison historique | Maison de campagne palladienne avec chambres d'état, art, sculpture, mobilier, jardins et parc |
| Wilton Town Museum                           |       | Wilton                   | Wiltshire | Local             | information, au même endroit que le Wilton Carpet Museum, l'histoire locale |
| Wilton Windmill                              |       | Wilton                   | Wiltshire | Mill              | Moulin à vent avec tour de brique de cinq étages du début du XIXe siècle |
| Wiltshire Museum                             |       | Devizes                  | Wiltshire | Multiple          | Anciennement connu sous le nom Devizes Museum; l'archéologie, l'art, l'histoire locale, l'histoire sociale et l'histoire naturelle du Wiltshire. Collections nationales importantes reconnues par le Schéma de désignation.         |
| Wootton Bassett Museum                       |       | Wootton Bassett          | Wiltshire | Local             | Histoire locale, culture |